# Dan Gilroy

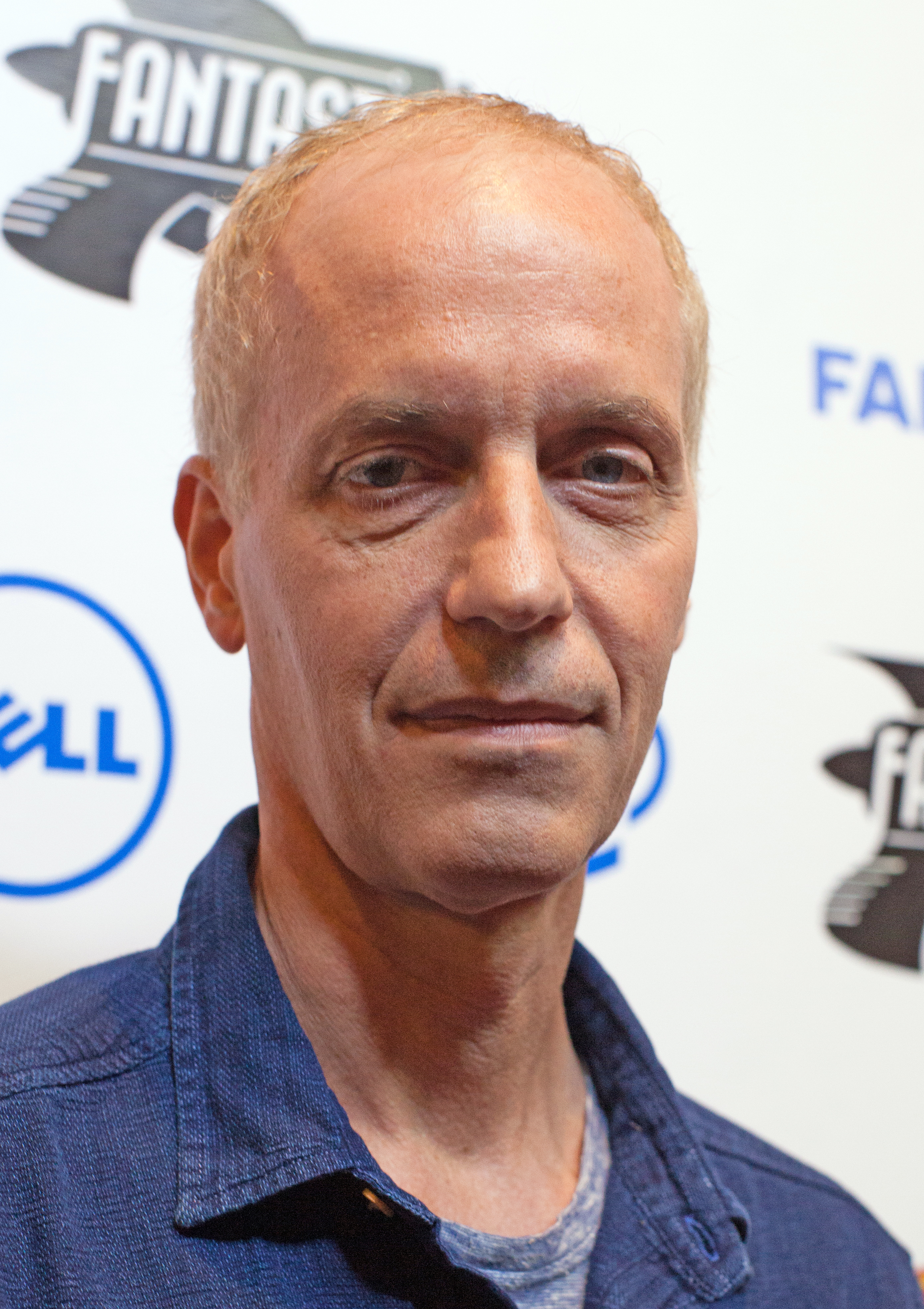
Imagem de Dan Gilroy.

Dan Gilroy (24 de junho de 1959, Santa Mônica, Califórnia) é um roteirista cinematográfico estadunidense.  
Dan Gilroy se graduou na Faculdade Dartmouth. Foi o roteirista dos filmes Freejack, Chasers e Two for the Money, estrelado por sua esposa, Rene Russo. Ele foi um dos muitos roteiristas que trabalharam no projeto abandonado do filme Superman Lives.

## Vida pessoal
Dan é filho do ganhador do Prêmio Pulitzer Frank D. Gilroy e de Ruth Dorothy Gaydos. Seu irmão Tony Gilroy é roteirista e diretor e o irmão gêmeo, John Gilroy, trabalha como editor de filmes. Dan é casado com Rene Russo desde 1992 e tiveram uma filha, Rose, nascida em 1993.